# Bryum pseudomarginatum
Bryum pseudomarginatum là một loài rêu trong họ Bryaceae. Loài này được Geh. & Hampe mô tả khoa học đầu tiên năm 1881.